# 장평면 (장흥군)
장평면(長平面)은 대한민국 전라남도 장흥군의 면이다. 면적은 77.86km2이고, 인구는 2009년 12월 31일을 기준으로  1,331세대 1,644명이다.

## 행정 구역
- 광평리(光平里)
- 기동리(岐洞里)
- 내동리(內洞里)
- 녹양리(綠楊里)
- 두봉리(斗峰里)
- 등촌리(登村里)
- 병동리(屛洞里)
- 복흥리(復興里)
- 봉림리(鳳林里)
- 선정리(船亭里)
- 양촌리(陽村里)
- 어곡리(漁谷里)
- 용강리(龍岡里)
- 우산리(牛山里)
- 임리(林里)
- 제산리(制山里)
- 진산리(珍山里)
- 청용리(靑龍里)
- 축내리(丑內里)